# Economía de Jalisco
Jalisco es uno de los estados más productivos de México, ha experimentado un importante crecimiento en su actividad económica y comercial durante los últimos años. Sus municipios con más PIB (2024) son, Guadalajara con 912,711 millones de pesos, Zapopan con 478,401 millones de pesos, Tlajomulco de Zúñiga con 199,193 millones de pesos y San Pedro Tlaquepaque con 183,758 millones de pesos, el PIB total del Área Metropolitana de Guadalajara es de 1,828,975 millones de pesos. Entre los principales productos que forman parte de la comercialización del estado destacan los cosméticos, aparatos electrónicos, textiles, tabaco, alimentos, bebidas y artículos deportivos, etc. Asimismo, el sector de servicios también ha crecido con intensa pujanza, al igual que el sector turístico y el financiero. Este desarrollo intensivo del sector comercial en la entidad revela una gran supremacía dentro del total de ingresos captados a nivel nacional, siendo superado únicamente por el Estado de México y Nuevo León.
Por otra parte, es importante destacar que Guadalajara, capital de la entidad, ha experimentado uno de los más grandes crecimientos económicos de todo el país, superada únicamente por la ciudad de Querétaro. Esta ciudad es considerada la ciudad con mayor potencial de atracción de inversiones de México, y no se ubica entre las mejores ciudades del futuro y en segundo lugar en potencial económico de Norteamérica.
El estado de Jalisco, dado sus localización y características geográficas, cuenta con una variada gama de recursos que son aprovechados por diferentes sectores productivos.
A continuación se muestra el resumen de la estructura sectorial del producto interno bruto del año 2010.
| Descripción                                            | Valor  | % de aportación estatal | % de aportación nacional | Lugar nacional |
| ------------------------------------------------------ | ------ | ----------------------- | ------------------------ | -------------- |
| Total de la entidad                                    | 787.15 | 100.0                   | 6.3                      | 4°             |
| Agricultura, ganadería, forestal, pesca y caza         | 46.4   | 5.9                     | 10.6                     | 1°             |
| Minería                                                | 3.17   | 0.4                     | 0.3                      | 18°            |
| Electricidad, agua y suministro de gas                 | 6.18   | 0.8                     | 4.0                      | 10°            |
| Construcción                                           | 43.89  | 5.6                     | 5.2                      | 5°             |
| Industria manufacturera                                | 168.70 | 21.4                    | 7.5                      | 4°             |
| Comercio                                               | 179.17 | 22.8                    | 8.7                      | 3°             |
| Transporte, correos y almacenamiento                   | 50.97  | 6.5                     | 5.7                      | 5°             |
| Información en medios masivos                          | 23.03  | 2.9                     | 5.8                      | 4°             |
| Servicios financieros y de seguros                     | 20.00  | 2.5                     | 4.3                      | 4°             |
| Servicios inmobiliarios y de alquiler de bienes        | 78.58  | 10.0                    | 6.2                      | 4°             |
| Servicios profesionales, científicos y técnicos        | 16.46  | 2.1                     | 4.3                      | 6°             |
| Dirección de corporativos y empresas                   | 0.33   | 0.0                     | 0.6                      | 3°             |
| Servicios de apoyo a los negocios y manejo de desechos | 25.55  | 3.2                     | 8.5                      | 3°             |
| Servicios educativos                                   | 39.29  | 5.0                     | 6.3                      | 3°             |
| Servicios de salud y asistencia social                 | 23.34  | 3.0                     | 6.3                      | 4°             |
| Servicios de esparcimiento, culturales y deportivos    | 2.30   | 0.3                     | 4.8                      | 5°             |
| Servicios de alojamiento y preparación de alimentos    | 24.10  | 3.1                     | 8.5                      | 3°             |
| Otros servicios                                        | 18.48  | 2.3                     | 6.1                      | 3°             |
| Actividades de Gobierno                                | 27.07  | 3.4                     | 4.9                      | 3°             |
| Servicios de intermediación financiera                 | -9.84  | -1.2                    | 4.0                      | 29°            |

Nota
1. ↑  En miles de millones de pesos

### Sector Primario
Entre las principales actividades económicas del estado, se encuentran la agricultura y la ganadería. Estas actividades han sido mejoradas a través del tiempo gracias al empleo de nueva maquinaria, técnicas de cultivo, utilización de abonos y fertilizantes, y el uso de la ganadería intensiva. Gracias a ello, Jalisco se coloca como el principal productor de leche, carne de aves y maíz de la nación.
Dentro de la ganadería se cuenta además, con ganado bovino, ovino, caprino y porcino. En cuanto a la agricultura, los cultivos de fríjol, cebolla, chile seco, garbanzo, y agave tequilana están ampliamente extendidos por todo el territorio estatal. La apicultura, aunque tiene alguna participación, su volumen de producción es relativamente pequeño.

### Sector Secundario
En este sector se incluyen las actividades que realizan una transformación de los recursos naturales para obtener diversos objetos. Normalmente se incluyen en este sector la siderurgia, las industrias mecánicas o de manufactura, la industria química, la industria textil, la producción de bienes de consumo, el hardware informático, etc.
La construcción, aunque se considera sector secundario, suele contabilizarse aparte, pues su importancia le confiere entidad propia (ocupa el 23% de la producción total del estado).

### Sector Terciario
El sector terciario engloba las actividades que utilizan distintas clases de equipos y de trabajo humano para atender las demandas de transporte, comunicaciones y actividad financieras como la banca, la bolsa, los seguros, etc. Tiene una importancia creciente en las economías más avanzadas. Hasta el punto de que se habla de sociedad de servicios. En los países más desarrollados el sector servicios emplea a más del 60% de la población. (Ocupa el 63 % de la producción total). En los últimos años ha ido adquiriendo una importancia cada vez mayor actividades que van dirigidas a satisfacer nuevas demandas de los agentes económicos como son todas aquellas que tienen relación con el ocio (espectáculos, gastronomía, turismo, etc.)

## Comercio Exterior
El comercio exterior en el estado, se ha desarrollado de una manera constante, cobrando mayor auge en los últimos años y alcanzando niveles de calidad de acuerdo a los estatutos y requerimientos de los mercados internacionales.
La exportación en Jalisco ha adquirido mayor importancia no sólo en volumen, sino en la diversificación, tanto de productos como de mercados, sobre todo en las ramas de alimentos y bebidas, juguetes, textiles, tequila, autopartes, productos agropecuarios, películas y cámaras, electrónica, calzado y productos de cuero y siderúrgicos, entre otros.
La localización en la costa del Pacífico, y su cercanía a puertos de gran calado como Manzanillo y de menor calado como Puerto Vallarta, le confieren a la entidad una ventajosa ubicación en las rutas comerciales hacia el norte del país y otras naciones como Japón,China y corea.
La evolución histórica del comercio exterior del Estado de Jalisco en los últimos 14 años según datos del Sistema Estatal de Información del Gobierno de Jalisco (SEIJAL) es la siguiente:
| Año  | Exportaciones | % de variación anual | % de aportación nacional | Importaciones | % de variación anual | % de aportación nacional |
| ---- | ------------- | -------------------- | ------------------------ | ------------- | -------------------- | ------------------------ |
| 2001 | 15.66         | 0.00                 | 9.86                     | 17.22         | 0.0                  | 10.22                    |
| 2002 | 16.25         | 3.74                 | 10.09                    | 17.68         | 2.7                  | 10.48                    |
| 2003 | 14.36         | -11.59               | 8.72                     | 14.16         | -19.9                | 8.30                     |
| 2004 | 14.77         | 2.80                 | 7.85                     | 18.74         | 32.4                 | 9.52                     |
| 2005 | 15.93         | 7.90                 | 7.44                     | 21.47         | 14.5                 | 9.68                     |
| 2006 | 18.55         | 16.39                | 7.42                     | 24.27         | 13.1                 | 9.48                     |
| 2007 | 27.06         | 45.92                | 9.95                     | 33.94         | 39.8                 | 12.04                    |
| 2008 | 28.27         | 4.45                 | 9.70                     | 37.12         | 9.6                  | 12.05                    |
| 2009 | 24.50         | -13.33               | 10.67                    | 29.97         | -19.4                | 12.79                    |
| 2010 | 30.29         | 23.62                | 10.15                    | 37.12         | 23.8                 | 12.31                    |

Nota
1. ↑  En miles de millones de dólares
2. ↑  En miles de millones de dólares

## Inversión Extranjera
En 2010, Jalisco recibió alrededor de 1,589 millones de dólares por concepto de inversión extranjera directa (IED), lo que representó el 8.1% del total de IED recibida en México. La industria manufacturera fue el principal receptor de ésta inversión, seguido por el sector de servicios.
A continuación se muestra la evolución del IED:
| Año | Valor | % de variación anual | Lugar nacional |
| --- | ----- | -------------------- | -------------- |

Nota
1. ↑  En de millones de dólares

## Actividad económica por región

Regiones administrativas de Jalisco.

El estado de Jalisco se divide, de acuerdo con el comité de Planeación para el Desarrollo del Estado, en doce regiones, las cuales son:
- Región Norte
- Región Altos Norte
- Región Altos Sur
- Región Ciénega
- Región Sureste
- Región Sur
- Región Sierra de Amula
- Región Costa Sur
- Región Costa Norte
- Región Sierra Occidental
- Región Valles
- Región Centro

La producción de tequila es muy importante; En la región Valles de Jalisco, siendo los principales productores los municipios de Tequila, Arenal, Magdalena y Amatitán. En la del sureste, Petróleos Mexicanos realiza exploraciones en busca de petróleo; en la Sierra de Amula hay industrias relacionadas con la producción agrícola como fábricas de mezcal, de productos de cacahuate; en la Costa Sur son importantes la pesca y la minería, además, destaca la industria azucarera por la producción de los ingenios de Autlán de Navarro y Casimiro Castillo. La artesanía típica de Jalisco es reconocida nacional e internacionalmente por el vidrio soplado, la cerámica de diferentes estilos y materiales, el trabajo en latón, el hierro forjado, el papel maché, la talabartería y los bordados, que hace muchos años se hacían a mano y ahora se elaboran de manera industrial.

## Población económicamente activa
La población en Jalisco en edad de trabajar hasta el segundo trimestre de 2012  estuvo distribuida de la siguiente manera:
- Población Económicamente Activa: 3'468,617
- Población Económicamente Inactiva: 2'104,230

De la población económicamente activa, la distribución fue de:
- Ocupados: 3'308,767
- Desocupados 1,023,352

Finalmente, de la población ocupada ésta se conformó por:
- Asalariados: 2'304,476
- Trabajadores por cuenta propia: 654,252
- Empleadores: 195,136
- Sin pago y otros: 154,903

En el estado de Jalisco operaron para el mismo año 231,473 unidades económicas y sobresalen por su mayor número los establecimientos comerciales con más de 115,000, de ellos la mayoría realiza sus actividades en el comercio al por menor. Los dedicados a prestar servicios privados son 71,333 (30.8%) y de éstos destacan los restaurantes, fondas, cocinas económicas, estéticas y talleres mecánicos.
La industria manufacturera en esta entidad reporta 29,726 unidades económicas, entre las que se cuentan las que llevan a cabo actividades de la industria alimentaria, textil y mecánica.